# Благодатовка (Львовская область)
Благодатовка (укр. Благодатівка) — село в Бобрской городской общине Львовского района Львовской области Украины.
Население по переписи 2001 года составляло 402 человека. Занимает площадь 1,47 км². Почтовый индекс — 81250. Телефонный код — 3263.

## История
В 1946 г. Указом ПВС УССР хутор Эрнсдорф переименован в Благодатовку.